# El Sitio
El Sitio fue un portal de Internet latino fundado en 1997 por Roberto Vivo Chaneton y Roberto Cibrian Campoy. Fundado en Argentina, El Sitio se considera una de las principales compañías de Internet en idioma español de la década de 1990.
El Sitio ofrecía acceso a páginas de Internet con información, entretenimientos, posibilidades de compras, entre otras cosas, para usuarios de lengua española y portuguesa en América Latina y en Estados Unidos.

## Historia
El Sitio fue formado en 1997 y saltó a la popularidad en julio de 1999, cuando sus dueños vendieron el 35% de la firma en 44 millones de dólares. El segundo golpe lo dieron el 10 de diciembre de ese año; ese día El Sitio debutó en Wall Street y poco después la empresa tenía un valor de mercado de 1.600 millones de dólares. Los creadores de El Sitio se convirtieron entonces en los referentes argentinos de "la nueva economía". Ese grupo lo integró Wenceslaro Casares (creador de Patagon) y Martín Varsavsky (donó 11 millones para poner en marcha el sitio educ.ar).
El Sitio se hizo público en Nasdaq, bajo el símbolo LTCO el 10 de diciembre de 1999, en una OPI consistente en 8.200.000 acciones ordinarias a un precio de $16 por acción. Durante la crisis de las .com de los años 90, El Sitio perdió casi todo su valor de mercado en Nasdaq.
En 2000, el grupo venezolano Cisneros compró El Sitio y lo fusionó con Ibero-American Media Partners para crear Claxson Interactive Group Inc. El Sitio también fue auspiciador oficial de las eliminatorias sudamericana para la Copa Mundial de la FIFA Corea Japón 2002.